# Oecetis kreon
Oecetis kreon là một loài Trichoptera trong họ Leptoceridae. Chúng phân bố ở vùng Indomalaya.